# Космічний ліфт

Космі́чний ліфт — гіпотетична (в зв'язку з двадцятикратною недостачею по міцності, навіть ультраміцного, ще "зародкового" на сьогодні графену) планетно-космічна транспортна система для постача́ння вантажів з поверхні Землі до космічного об'єкта на орбіті, і навпаки, без використання великих ракет-носіїв. Головним компонентом системи є кабель (Космічна прив'язь), що одним кінцем прикріплений до поверхні планети біля екватора, а другим — до орбітальної станції. Для створення натягу кабелю космічний об'єкт (станція) повинен бути розміщений вище від геостаціонарної орбіти (ГСО, з радіусом 35786 км). Кабель розтягується для створення необхідної доцентрової сили, яка здатна втримати сумарну масу станції, кабелю та кабіни ліфту з корисним вантажем на коловій орбіті. По кабелю рухаєтьсяється кабіна космічного ліфту, яку за допомогою тросу або коліщат, що обхоплюють кабель, можна переміщати вздовж кабелю між Землею і орбітальною станцією.
Вперше думку про постачання вантажів без використання ракет-носіїв висловив Костянтин Ціолковський у 1895 році. Детальну розробку ідея отримала в працях Юрія Арцутанова. Імовірно, такий спосіб в перспективі може бути значно дешевшим від використання ракет-носіїв.

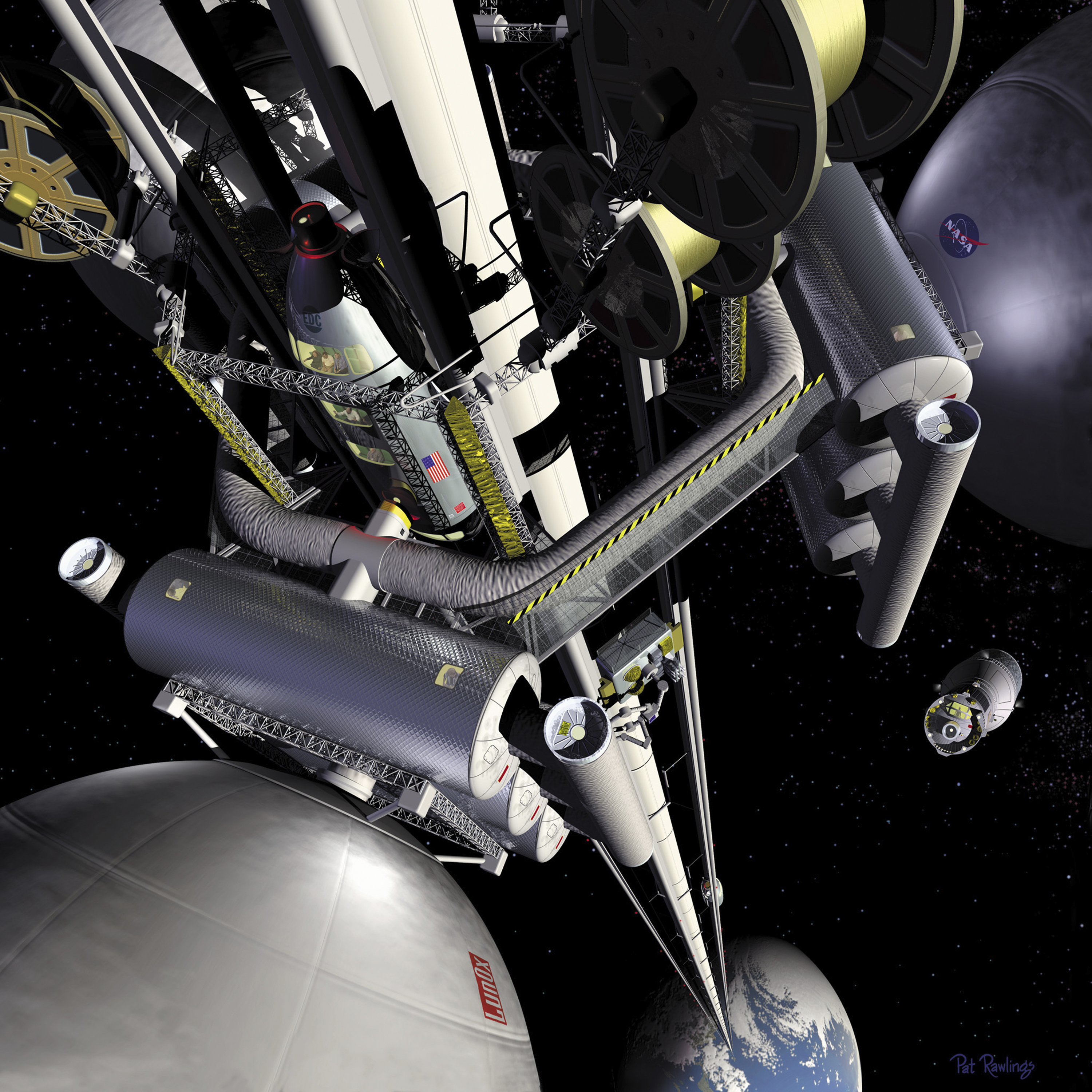
Космічний ліфт. 2000
(Мистецька фантазія)

Токійська будівельна фірма Корпорація Обаясі планує збудувати космічний ліфт до 2050 року, однак Китай хоче випередити її вже у 2045 році.

## Несинхронний ліфт Арцутанова
У 1969 році Юрій Арцутанов зрозумів, що зовсім необов'язково прив'язувати ліфт до земної поверхні. Можна так підібрати співвідношення орбітального руху та обертання зв'язки двох супутників навколо центру мас, щоб в якийсь момент нижній супутник «завис» на короткий час біля самої поверхні Землі, забрав вантаж і потім вивів його на орбіту. Повторно винайдена в 1975 році американцем Гансом Моравеком, ця система отримала назву «несинхронний космічний ліфт».
Найпростіші тросові зв'язки досить швидко знайшли застосування в реальних космічних експериментах. Для уповільнення обертання навколо центру мас з американського супутника «Transit IB» відпускали прив'язані вантажі (1960 рік); кораблі «Джеміні-11» і «Джеміні-12» зв'язувалися тросами довжиною 30 метрів зі спеціальним ракетним щаблем «Аджена» (1966 рік) ; космонавти і донині використовують страхувальні троси для виходу у відкритий космос.
У 1974 році Джузеппе Коломбо з Смітсонівської астрофізичної обсерваторії при Гарвардському університеті розробив концепцію прив'язного зонда — невеликого апарата, що спускається з орбітального літака на тросі довжиною 100 кілометрів.
Ще один варіант тросової зв'язки запропонував в 1985 році Джон Пірсон. Його схема являє собою «прив'язне вітрило», яке спускається з орбітального літака в верхні шари атмосфери. За задумом автора, з його допомогою можна не тільки гальмувати корабель, що повертається на Землю, але і ходити галсами.

## Проєкт космічного ліфта НАСА
У серпні 2000 року інженер НАСА Девід Смітерман опублікував проєкт гігантського транспортного пристрою, спорудження якого стане можливим вже в найближчі півстоліття. В основі космічного ліфта Смітермана перебуватиме гігантська, висотою понад 50 кілометрів, наземна вежа, до верхнього кінця якої кріпляться кілька високоміцних тросів, довжиною близько 35 000 кілометрів кожен. Іншим кінцем троси прикріплені до невеликого астероїда, що знаходиться на геостаціонарній орбіті. По тросах будуть переміщатися платформи з електромагнітними двигунами, що перевозять пасажирів і вантажі.
Вежу ліфта планується розмістити в екваторіальних широтах, де практично не буває ураганів і торнадо, здатних їй серйозно нашкодити, а крім того, там простіше працювати з об'єктами, виведеними на стаціонарну орбіту, — вони будуть завжди перебувати в зеніті. Як матеріал для тросів буде використано розроблювані зараз вуглецеві волокна зі стінками товщиною в один атом; за міцністю вони в сотні разів перевершують сталь.
Згідно з оцінкою експертів НАСА, вартість виведення на орбіту одного кілограма вантажу за допомогою цього ліфта не перевищить 1,5 долара.